# Alex Godoy
Alex Godoy Venturi, född 30 oktober 1971 i Escaldes-Engordany, är en andorransk före detta fotbollsspelare.
Godoy spelade 4 A-landskamper för Andorra, samtliga under 1999. Tre av matcherna var i kvalet till EM 2000.